# Sigfred
 For alternative betydninger, se Siegfried. (Se også artikler, som begynder med Siegfried)
Sigfred eller Sigurd (latin Sigifridus) var dansk konge før Godfred. Der mangler kilder om, hvornår han kom til magten. Han bliver nævnt i frankiske annaler i 777, da den saksiske høvding Widukind søgte tilflugt hos ham efter et mislykket oprør mod frankerne. Frankerne var ved at erobre Saksen, og Sigfred hjalp Sakserne mod Karl den Store. Han nævnes også i 782 i forbindelse med et internationalt møde hos kejser Karl, hvor han sender en Halptani (Halfdan). Sidste gang han nævnes var i 798, da Karl den Store sendte en gesandt ved navn Godeskalcum (Gotskalk) til ham. Muligvis ville Karl indlede fredsforhandlinger med Sigfred.
Den næste danske konge, der nævnes er Godfred, som første gang nævnes i 804, og han kan muligvis være Sigfreds søn eller nevø. Efter Godfreds (og hans efterfølger Hemmings) død gør Anulo krav på magten med den begrundelse, at han er nevø, barnebarn eller slægtning af en tidligere kong Harald.
Mange har gennem tiden foreslået, at den Sigurd Ring, der nævnes i bl.a. Gesta Danorum, Hervarar Saga og Sögubrot, er den samme som Sigfred.
Førnævnte Widukind skulle være blevet gift med Sigfreds datter [ifølge Annales laurissense maiores] (eller måske søster [ifølge andre kilder]) Geva.